# Rio das Antas
Rio das Antas là một đô thị thuộc bang Santa Catarina, Brasil. Đô thị này có diện tích 319 km², dân số năm 2007 là 6407 người, mật độ 20,2 người/km².